# FIFA 100

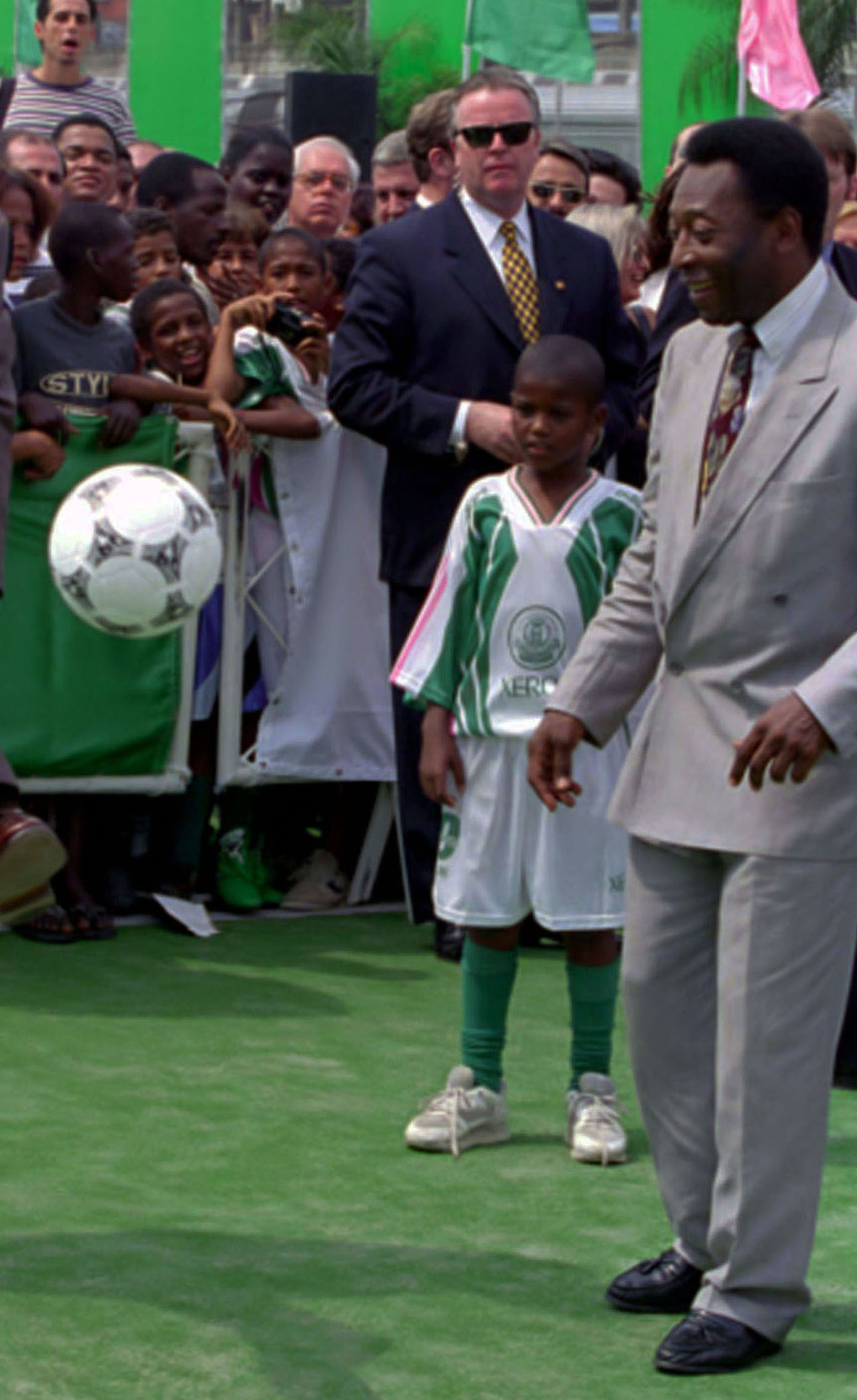
Pelé, el creador de la lista.

FIFA 100 es una lista de 123 varones y 2 mujeres elaborada por el exfutbolista brasileño Pelé a petición de la FIFA, en su condición de «mejor futbolista oficial del siglo XX», con los mejores futbolistas vivos, 50 en actividad y 75 retirados en el momento de su creación. Su divulgación se efectuó el 4 de marzo de 2004 en la ciudad de Londres, Inglaterra, como parte de las celebraciones del centenario de la creación de la FIFA.
Debido al alto puesto que tenía Pelé como embajador del fútbol, decidió que no haría la lista por orden de habilidad sino que la creó por orden alfabético.
La lista generó una serie de críticas tanto por la sobre o subrepresentación de algunos países, así como por la inclusión, y exclusión de importantes jugadores.

## Lista FIFA 100 por países
| Jugador                | Nacionalidad      | Posición       | Trayectoria      |
| ---------------------- | ----------------- | -------------- | ---------------- |
| Franz Beckenbauer      | Alemania          | Defensa        | 1964-1985        |
| Gerd Müller            | Alemania          | Delantero      | 1965-1981        |
| Michael Ballack        | Alemania          | Centrocampista | 1994-2012        |
| Paul Breitner          | Alemania          | Defensa        | 1970-1983        |
| Oliver Kahn            | Alemania          | Guardameta     | 1987-2008        |
| Jürgen Klinsmann       | Alemania          | Delantero      | 1981-1998        |
| Sepp Maier             | Alemania          | Guardameta     | 1966-1979        |
| Lothar Matthäus        | Alemania          | Centrocampista | 1979-2000        |
| Karl-Heinz Rummenigge  | Alemania          | Delantero      | 1974-1989        |
| Uwe Seeler             | Alemania          | Delantero      | 1954-1972        |
| Gabriel Batistuta      | Argentina         | Delantero      | 1988-2006        |
| Hernán Crespo          | Argentina         | Delantero      | 1993-2012        |
| Alfredo Di Stéfano     | Argentina         | Delantero      | 1943-1966        |
| Mario Alberto Kempes   | Argentina         | Delantero      | 1970-92, 95-96   |
| Diego Armando Maradona | Argentina         | Centrocampista | 1976-1997        |
| Daniel Passarella      | Argentina         | Defensa        | 1971-1989        |
| Javier Saviola         | Argentina         | Delantero      | 1998-2015        |
| Omar Sívori            | Argentina         | Delantero      | 1954-1969        |
| Juan Sebastián Verón   | Argentina         | Centrocampista | 1994-2014, 2017  |
| Javier Zanetti         | Argentina         | Defensa        | 1992-2014        |
| Jan Ceulemans          | Bélgica           | Centrocampista | 1974-1992        |
| Jean-Marie Pfaff       | Bélgica           | Guardameta     | 1973-1990        |
| Franky van der Elst    | Bélgica           | Centrocampista | 1978-1999        |
| Cafú                   | Brasil            | Defensa        | 1989-2008        |
| Carlos Alberto Torres  | Brasil            | Defensa        | 1963-1982        |
| Djalma Santos          | Brasil            | Defensa        | 1948-1972        |
| Paulo Roberto Falcão   | Brasil            | Centrocampista | 1972-1986        |
| Júnior                 | Brasil            | Centrocampista | 1974-1993        |
| Nilton Santos          | Brasil            | Defensa        | 1948-1964        |
| Pelé                   | Brasil            | Delantero      | 1956-1977        |
| Rivaldo                | Brasil            | Centrocampista | 1993-2014        |
| Roberto Rivelino       | Brasil            | Centrocampista | 1965-1981        |
| Roberto Carlos         | Brasil            | Defensa        | 1992-2012        |
| Romário                | Brasil            | Delantero      | 1985-2008        |
| Ronaldinho             | Brasil            | Centrocampista | 1998-2018        |
| Ronaldo                | Brasil            | Delantero      | 1993-2011        |
| Sócrates               | Brasil            | Centrocampista | 1974-1989        |
| Zico                   | Brasil            | Centrocampista | 1971-89, 91-94   |
| Hristo Stoichkov       | Bulgaria          | Delantero      | 1982-98, 2000-03 |
| Roger Milla            | Camerún           | Delantero      | 1965-1996        |
| Elías Figueroa         | Chile             | Defensa        | 1964-1982        |
| Iván Zamorano          | Chile             | Delantero      | 1983-2003        |
| Carlos Valderrama      | Colombia          | Centrocampista | 1980-2003        |
| Hong Myung-bo          | Corea del Sur     | Defensa        | 1992-2004        |
| Davor Šuker            | Croacia           | Delantero      | 1984-2003        |
| Brian Laudrup          | Dinamarca         | Centrocampista | 1986-2000        |
| Michael Laudrup        | Dinamarca         | Centrocampista | 1981-1998        |
| Peter Schmeichel       | Dinamarca         | Guardameta     | 1981-2003        |
| Kenny Dalglish         | Escocia           | Delantero      | 1969-1990        |
| Emilio Butragueño      | España            | Delantero      | 1984-1998        |
| Luis Enrique Martínez  | España            | Centrocampista | 1989-2004        |
| Raúl González          | España            | Delantero      | 1994-2015        |
| Michelle Akers         | Estados Unidos    | Centrocampista | 1985-2000        |
| Mia Hamm               | Estados Unidos    | Delantera      | 1987-2004        |
| Éric Cantona           | Francia           | Delantero      | 1983-1997        |
| Marcel Desailly        | Francia           | Defensa        | 1986-2006        |
| Didier Deschamps       | Francia           | Centrocampista | 1985-2001        |
| Just Fontaine          | Francia           | Delantero      | 1950-1962        |
| Thierry Henry          | Francia           | Delantero      | 1994-2014        |
| Raymond Kopa           | Francia           | Centrocampista | 1949-1967        |
| Jean-Pierre Papin      | Francia           | Delantero      | 1983-1998        |
| Robert Pirès           | Francia           | Centrocampista | 1993-2011        |
| Michel Platini         | Francia           | Centrocampista | 1972-1987        |
| Lilian Thuram          | Francia           | Defensa        | 1991-2008        |
| Marius Trésor          | Francia           | Defensa        | 1969-1984        |
| David Trezeguet        | Francia           | Delantero      | 1993-2015        |
| Patrick Vieira         | Francia           | Centrocampista | 1993-2011        |
| Zinédine Zidane        | Francia           | Centrocampista | 1988-2006        |
| Abédi Pelé             | Ghana             | Centrocampista | 1980-2000        |
| Ferenc Puskás          | Hungría           | Delantero      | 1943-55, 57-66   |
| Gordon Banks           | Inglaterra        | Guardameta     | 1955-72, 77-78   |
| David Beckham          | Inglaterra        | Centrocampista | 1993-2013        |
| Bobby Charlton         | Inglaterra        | Centrocampista | 1954-1975        |
| Kevin Keegan           | Inglaterra        | Delantero      | 1968-1985        |
| Gary Lineker           | Inglaterra        | Delantero      | 1978-1994        |
| Michael Owen           | Inglaterra        | Delantero      | 1996-2013        |
| Alan Shearer           | Inglaterra        | Delantero      | 1988-2006        |
| Roy Keane              | Irlanda           | Centrocampista | 1989-2006        |
| George Best            | Irlanda del Norte | Centrocampista | 1963-81, 83-84   |
| Roberto Baggio         | Italia            | Centrocampista | 1982-2004        |
| Franco Baresi          | Italia            | Defensa        | 1977-1997        |
| Giuseppe Bergomi       | Italia            | Defensa        | 1980-1999        |
| Giampiero Boniperti    | Italia            | Delantero      | 1946-1961        |
| Gianluigi Buffon       | Italia            | Guardameta     | 1995-2023        |
| Alessandro Del Piero   | Italia            | Delantero      | 1991-2014        |
| Giacinto Facchetti     | Italia            | Defensa        | 1960-1978        |
| Paolo Maldini          | Italia            | Defensa        | 1984-2009        |
| Alessandro Nesta       | Italia            | Defensa        | 1993-2013        |
| Gianni Rivera          | Italia            | Centrocampista | 1959-1979        |
| Paolo Rossi            | Italia            | Delantero      | 1976-1987        |
| Francesco Totti        | Italia            | Delantero      | 1993-2017        |
| Christian Vieri        | Italia            | Delantero      | 1989-2010        |
| Dino Zoff              | Italia            | Guardameta     | 1961-1983        |
| Hidetoshi Nakata       | Japón             | Centrocampista | 1995-2006        |
| George Weah            | Liberia           | Delantero      | 1984-2003        |
| Hugo Sánchez           | México            | Delantero      | 1975-1998        |
| Dennis Bergkamp        | Países Bajos      | Delantero      | 1986-2006        |
| Johan Cruyff           | Países Bajos      | Centrocampista | 1964-1984        |
| Edgar Davids           | Países Bajos      | Centrocampista | 1991-2009        |
| Ruud Gullit            | Países Bajos      | Centrocampista | 1979-1998        |
| Patrick Kluivert       | Países Bajos      | Delantero      | 1994-2008        |
| Johan Neeskens         | Países Bajos      | Centrocampista | 1968-1991        |
| Rob Rensenbrink        | Países Bajos      | Delantero      | 1969-1982        |
| Frank Rijkaard         | Países Bajos      | Centrocampista | 1980-1995        |
| Clarence Seedorf       | Países Bajos      | Centrocampista | 1992-2014        |
| Marco van Basten       | Países Bajos      | Delantero      | 1982-1993        |
| René van de Kerkhof    | Países Bajos      | Centrocampista | 1970-1989        |
| Willy van de Kerkhof   | Países Bajos      | Centrocampista | 1970-1988        |
| Ruud van Nistelrooy    | Países Bajos      | Delantero      | 1993-2012        |
| Julio César Romero     | Paraguay          | Centrocampista | 1977-1996        |
| Teófilo Cubillas       | Perú              | Centrocampista | 1966-84, 87-89   |
| Zbigniew Boniek        | Polonia           | Delantero      | 1975-1988        |
| Eusébio                | Portugal          | Delantero      | 1957-1978        |
| Luís Figo              | Portugal          | Centrocampista | 1989-2009        |
| Rui Costa              | Portugal          | Centrocampista | 1990-2008        |
| Josef Masopust         | República Checa   | Centrocampista | 1950-1970        |
| Pavel Nedvěd           | República Checa   | Centrocampista | 1992-2009        |
| Gheorghe Hagi          | Rumanía           | Centrocampista | 1982-2001        |
| Rinat Dasáyev          | Rusia             | Guardameta     | 1976-1991        |
| El Hadji Diouf         | Senegal           | Delantero      | 1998-2014        |
| Emre Belözoğlu         | Turquía           | Centrocampista | 1996-2020        |
| Rüştü Reçber           | Turquía           | Guardameta     | 1991-2012        |
| Andriy Shevchenko      | Ucrania           | Delantero      | 1994-2012        |
| Enzo Francescoli       | Uruguay           | Centrocampista | 1980-1997        |

     Estas son las únicas mujeres en la lista.
    
Estos son los jugadores que han fallecido tras la publicación de la lista.